# لاسلو اشترنبرگ
لاسلو اشترِنبِرگ (مجاری: Sternberg László; ۲۸ مهٔ ۱۹۰۵ – ۱۹۸۲) بازیکن فوتبال اهل مجارستان بود.
از باشگاه‌هایی که در آن بازی کرده‌است می‌توان به باشگاه فوتبال سمپدوریا اشاره کرد.
وی همچنین در تیم ملی فوتبال مجارستان بازی کرده‌است.